# Eparchie umaňská
Eparchie Umaň je eparchie ukrajinské pravoslavné církve Moskevského patriarchátu.

## Území a titul biskupa
Zahrnuje správní hranice území Žaškivského, Zvenyhorodského, Lysjanského, Maňkivského, Monastyryščského, Talenského, Umaňského a Chrystynivského rajónu Čerkaské oblasti.
Eparchiálnímu biskupovi náleží titul biskup umaňský a zvenyhorodský.

## Historie
Dne 25. března 1874 byl zřízen umaňský vikariát kyjevské eparchie.
Dne 8. května 2008 Svatý synod Ukrajinské pravoslavné církve zřídil samostatnou umaňskou eparchii oddělením území z čerkaské eparchie.

## Seznam biskupů

### Umaňský vikariát kyjevské eparchie
- 1874–1877 Filaret (Filaretov)
- 1878–1883 Michail (Luzin)
- 1884–1888 Polikarp (Rozanov)
- 1888–1890 Irynej (Orda)
- 1890–1892 Anatolij (Stankevič)
- 1892–1893 Iakov (Pjatnickij)
- 1893–1896 Ioannikij (Naděždin)
- 1896–1902 Sergij (Lanin)
- 1902–1908 Agapit (Vyšnevskyj)
- 1908–1910 Feodosij (Oltarževskyj)
- 1910–1920 Dymytrij (Verbyckyj)
- 1920–1922 Platon (Petrov)
- 1922–1924 Makarij (Karmazin) svatořečený mučedník
- 1924–1930 Dymytrij (Verbyckyj)
- 1932–1933 Olexandr (Petrovskyj) svatořečený mučedník
- 1934–1934 Filaret (Linčevskyj)
- 1945–1945 Nestor (Sydoruk)
- 1946–1948 Nifont (Sapožkov)
- 1949–1950 Ilarion (Kočerhin)
- 1953–1954 Nestor (Tuhaj)
- 1970–1982 Makarij (Svystun)

### Eparchie umaňská
- 2008–2008 Antonij (Borovyk)
- 2008–2016 Pantelejmon (Baščuk)
- od 2016 Pantelejmon (Luhovyj)